# Norman Edwards
Norman Edwards (Jamaica, 24 de septiembre de 1962-12 de julio de 2015) fue un atleta jamaicano, especializado en la prueba de 4 × 100 m en la que llegó a ser subcampeón olímpico en 1984.

## Carrera deportiva
En los JJ. OO. de Los Ángeles 1984 ganó la medalla de plata en los relevos 4x100 metros, con un tiempo de 38.62 segundos, llegando a meta tras Estados Unidos —que con 37.83 segundos batió el récord del mundo— y por delante de Canadá, siendo sus compañeros de equipo: Greg Meghoo, Don Quarrie, Ray Stewart y Al Lawrence.